# Chyroka Balka
Chyroka Balka  (ucraniano: Широка Балка) es una localidad del Raión de Odesa en el Óblast de Odesa de Ucrania. Según el censo de 2001, tiene una población de 731 habitantes.